# Spice Entertainment
Spice Entertainment AB (tidigare Drakfilm AB och Spice Filmproduktion AB) är ett svenskt filmbolag som producerar biograffilm, TV-produktioner och beställningsfilm. Företaget startades 1974 och har till 2018 producerat 16 långfilmer} och över 1 000 beställningsfilmer nationellt och internationellt samt musikvideor för irländska gruppen U2, Tina Turner, Lisa Nilsson, Magnus Uggla, Alcazar, Brolle Jr med flera.